# Obsequium religiosum
Obsequium religiosum é uma frase latina que significa submissão religiosa ou assentimento religioso, particularmente na teologia da Igreja Católica.

## Concílio Vaticano II
O termo latino é usado no documento original latino Lumen gentium do Concílio Vaticano II a respeito do dever dos fiéis de dar obsequium religiosum (latim para "submissão religiosa") de vontade e intelecto a certos ensinamentos do Magistério da Igreja. O Magistério é uma referência ao corpo docente autorizado da Igreja Católica Romana.

A frase aparece na Lumen gentium 25a no seguinte contexto, aqui traduzido como "consentimento religioso" e "submissão religiosa":
Os bispos, ensinando em comunhão com o Romano Pontífice, devem ser respeitados por todos como testemunhas da verdade divina e católica. Em questões de fé e moral, os bispos falam em nome de Cristo e os fiéis devem aceitar seus ensinamentos e aderir a eles com um consentimento religioso. Esta submissão religiosa de espírito e vontade deve manifestar-se de modo especial ao autêntico magistério do Romano Pontífice, mesmo quando não fala ex cathedra; isto é, deve ser mostrado de tal forma que seu magistério supremo seja reconhecido com reverência, os julgamentos feitos por ele sejam sinceramente acatados, de acordo com sua mente e vontade manifestas. Sua mente e vontade no assunto podem ser conhecidas tanto pelo caráter dos documentos, por sua frequente repetição da mesma doutrina, ou por sua maneira de falar.
Os ensinamentos magisteriais da Igreja Católica são classificados de acordo com uma "hierarquia de verdades". Quanto mais essencialmente ligada uma proposta de "verdade" ao mistério de Cristo (a "Verdade"), tanto maior deve ser o assentimento da vontade a essa verdade. O documento Donum Veritatis ensina o seguinte com relação a esta gradação de assentimento:
Quando o Magistério da Igreja faz um pronunciamento infalível e declara solenemente que um ensinamento se encontra na Revelação, o consentimento requerido é o da fé teológica. Este tipo de adesão deve ser dada também ao ensinamento do Magistério ordinário e universal quando propõe para a fé um ensinamento da fé divinamente revelada.

 Quando o Magistério propõe "de maneira definitiva" verdades sobre a fé e a moral, que, embora não sejam divinamente reveladas, estão, no entanto, estrita e intimamente ligadas à Revelação, essas verdades devem ser firmemente aceitas e defendidas.

 Quando o Magistério, não pretendendo agir "definitivamente", ensina uma doutrina para ajudar a compreender melhor a Revelação e explicitar seus conteúdos, ou para relembrar como algum ensinamento está em conformidade com as verdades da fé, ou finalmente para precaver-se contra ideias que são incompatíveis com essas verdades, a resposta exigida é a da submissão religiosa da vontade e do intelecto. Este tipo de resposta não pode ser simplesmente exterior ou disciplinar, mas deve ser entendido dentro da lógica da fé e sob o impulso da obediência à fé.
Em sua próxima seção, Donum Veritatis afirma que "alguns julgamentos do Magistério poderiam ser justificados no momento em que foram feitos, ... (mas) só o tempo permitiu o discernimento e, após um estudo mais profundo, a obtenção de um verdadeiro progresso doutrinário "
O documento, ″Comentário Doutrinário sobre a Fórmula Final da Professio fidei ″  (role para baixo para localizar o documento), dá uma descrição detalhada dessas três "categorias" de verdades e dá exemplos de cada uma.

## Retenção de consentimento
O Donum Veritatis permite ainda que, “no que se refere à questão das intervenções na ordem prudencial, pode acontecer que alguns documentos do Magistério não estejam isentos de todas as deficiências”. No entanto, “seria contrário à verdade, se, partindo de alguns casos particulares, se concluísse que o Magistério da Igreja pode se enganar habitualmente nos seus julgamentos prudenciais”.
Reconhece que um determinado teólogo, "pode ter sérias dificuldades, por razões que lhe parecem bem fundamentadas, em aceitar um ensinamento magisterial irreformável". Nesse caso, "mesmo que a doutrina da fé não esteja em questão, o teólogo não apresentará suas próprias opiniões ou hipóteses divergentes como se fossem conclusões não discutíveis" e deve "abster-se de dar-lhes expressão pública extemporânea, "e" evite recorrer aos meios de comunicação ", mas com espírito humilde e dócil é seu dever" dar a conhecer às autoridades do Magistério os problemas suscitados pelo próprio magistério, nos argumentos propostos para o justificar, ou mesmo na maneira como é apresentado, "com" uma reflexão intensa e paciente de sua parte e uma disposição, se necessário, para revisar suas próprias opiniões e examinar as objeções que seus colegas possam lhe apresentar", confiando em oração" que se a verdade realmente está em jogo, ela acabará por prevalecer. "
Ao fazê-lo, faz uma distinção entre a dissidência como uma oposição pública ao Magistério da Igreja e a situação de conscienciosa dificuldade pessoal com o ensino, e afirma que a Igreja "sempre sustentou que ninguém deve ser forçado a abraçar a fé contra sua vontade", enquanto a "concordância imediata e sem hesitação da fé da Virgem Maria à Palavra de Deus" é apresentada como o exemplo a seguir na submissão ao ensino católico.
Enquanto o teólogo, como todo crente, deve seguir sua consciência, e Joseph Ratzinger (como um padre-teólogo) ensinou que "sobre o papa como a expressão da reivindicação vinculante da autoridade eclesiástica ainda permanece a própria consciência, que deve ser obedecida antes de tudo " não é" uma autoridade autônoma e exclusiva para decidir a verdade de uma doutrina", e o católico é obrigado a formá-la de acordo com o ensinamento católico.